# Leif Nysmed
Leif Georg Nysmed, tidigare Nyberg, född 21 november 1970 i Hägerstens församling i Stockholm, är en svensk politiker (socialdemokrat). Han är ordinarie riksdagsledamot sedan 2014, invald för Stockholms läns valkrets.

## Biografi
Nysmed är bosatt i Huddinge kommun och har arbetat som facklig ombudsman på Byggnads i Stockholm. Han har varit fackligt aktiv sedan 1990 då han började arbeta som snickare på NCC.
Han har studerat ett år på Långholmens folkhögskola.
Nysmed är riksdagsledamot sedan valet 2014. Han är ledamot i civilutskottet sedan 2014 samt suppleant i arbetsmarknadsutskottet och EU-nämnden. Nysmed har tidigare varit suppleant i bland annat skatteutskottet.